# Марк Гасол
Марк Гасол (на испански: Marc Gasol) е испански баскетболист, играещ като център. Той е основател и играч на Баскет Жирона в испанската Лига АКБ. Най-известен е като играч на Мемфис Гризлис в НБА, като през 2013 г. става най-добър дефанзивен играч в Асоциацията.
С испанския национален отбор е двукратен световен и двукратен европейски шампион. Брат му Пау също е баскетболист, като двамата играят дълги години заедно за „Ла Роха“.

## Клубна кариера
Роден е в Барселона. Когато брат му Пау преминава в Мемфис Гризлис в НБА Марк играе в гимназията Лозана и оставя отлични впечатления с играта си. По това време е наричан „Голямото бурито“. През 2003 г. подписва професионален контракт с Барселона. Печели шампионската титла и Купата на Испания през 2004 г.
През 2006 г. става част от Жирона. Извежда тима до триумф в турнира ЕвроЧалъндж в първия си сезон в каталунския тим. През лятото на 2007 г. е изтеглен в драфта на НБА от Лос Анджелис Лейкърс. През февруари 2008 г. обаче е обменен в Мемфис Гризлис, докато Пау Гасол отива в Лейкърс. Марк остава още година в Жирона и през сезон 2007/08 е избран за най-полезен играч в първенството на Испания.
Центърът става важна част от Мемфис още в първия си сезон. Играе във всички 82 мача от редовния сезон и влиза в идеалния отбор на новобранците през сезона. Подобрява рекорда за най-добър процент в стрелбата в дебютен сезон с 53%. През сезон 2009/10 вдига показателите си от 11.9 точки и 7.4 борби на мач до 14.6 точки и 9.3 борби. През 2010/11 извежда Мемфис до плейофите, като тимът за първи път в историята си записва победа в плейоф – „гризлитата“ стигат до втория кръг, като отпадат от Оклахома Сити Тъндър след 3:4 победи в серията.
През сезон 2011/12 подписва нов договор за още 4 сезона и за първи път е избран за участие в Мача на звездите на НБА. Мемфис обаче отпада още в първия кръг на плейофите. Следващата кампания е една от най-успешните за Марк – той записва средно 1.7 блокирани изстрела и 1 открадната топка на мач, ръководи умело защитата на Мемфис. Избран е за най-добър дефанзивен баскетболист в НБА за сезона.
През 2015 г. отново е избран в Мача на звездите на НБА – записва и рекордни показатели за кариерата си – 5 мача с над 30 точки в тях и средно по 17.4 точки на мач. Включен е и в идеалния отбор на сезона. През лятото на същата година преподписва с Гризлис. Пропуска втората част на сезон 2015/16 поради контузия и тимът остава извън плейофите.
На 27 януари 2017 г. отбелязва рекордните в кариерата си 42 точки при победата със 101:99 над Торонто Раптърс. За трети път играе в Мача на звездите и на два пъти през сезона отбелязва „трипъл дабъл“. Това става в двубои с Ню Орлиънс Пеликанс и Атланта Хоукс. През ноември 2018 г. задминава Зак Рандалф по количество борби с екипа на „гризлитата“ и чупи рекорда му от 5612 борби.
През февруари 2019 г. е обменен в Торонто Раптърс. Марк става титулярен център на „динозаврите“ и помага на канадския тим да триумфира с шампионската титла. Марк играе във всички 24 мача от плейофите, а в първия мач от финалната серия срещу Голдън Стейт Уориърс вкарва 20 точки и добавя 7 борби. След това удължава контракта си с Торонто за още сезон, но тимът достига втори кръг на плейофите и не успява да защити трофея.
През сезон 2020/21 защитава цветовете на Лос Анджелис Лейкърс. Там играе по 19 минути средно на мач и е далеч от най-добрата си форма, поради което в средата на сезона губи титулярното място от Андре Дръмънд. След края на кампанията Лейкърс привлича Дуайт Хауърд и ДеАндре Джордан и испанецът е върнат в Мемфис Гризлис. Въпреки това обаче „гризлитата“ го освобождават.
През ноември 2021 г. се завръща в Испания като играч на основания от него тим Жирона Баскет. Помага на Жирона да спечели промоция в Лига АКБ през сезон 2021/22.

## Национален отбор
През 2006 г. е повикан в състава за Световното първенство като замяна на центъра Фран Васкес. Марк успява да се наложи в стартовата петица на „Ла Фурия“ и печели златото на шампионата на планетата в Япония. През 2009 г. става европейски шампион с Испания, след като две години по-рано губи финала на Евробаскет срещу Русия. Постига отново този успех през 2011 г.
През 2019 г. печели втората си световна титла с Испания. В полуфиналния двубой с Австралия Марк вкарва 33 точки, а на финала с Аржентина вкарва 14, като добавя 7 асистенции, 2 откраднати топки и 3 блокирани изстрела. В края на турнира е избран в идеалния тим на Световното.
С Испания играе на 3 Олимпийски игри – през 2008, 2012 и 2021 г. Пропуска Олимпиадата през 2016 г. поради контузия. На Игрите в Пекин и Лондон печели сребърните медали.

## Успехи

### Клубни
- Лига АКБ – 2004
- Купа на Испания – 2004
- ЕвроЧалъндж – 2007
- НБА – 2019

### Национален отбор
- Световно първенство – 2006, 2019
- Евробаскет – 2009, 2011

### Индивидуални
- Евроскар играч на годината – 2014
- MVP в Лига АКБ – 2008
- В идеалния отбор на Лига АКБ – 2008
- В отбора на новобранците на НБА – 2009 (втори състав)
- Дефанзивен играч на годината в НБА – 2013
- В идеалния тим на НБА – 2015